# Baude Cordier
Baude Cordier (1380-trước 1440) là nhà soạn nhạc người Pháp. Có ý kiến cho rằng ông là một nom de plume của Baude Fresnel. Những tác phẩm của Cordier thường được nhắc đến như là những hình mẫu hàng đầu của phong cách âm nhạc ars subtilior. 